# Levi ben Gershon
Levi ben Gershon, (in ebraico לוי בן גרשון‎?, Lewî ben Geršôn, oppure לוי בן גרשום, Lewî ben Geršôm), conosciuto nell'Europa medievale col nome latinizzato di Gersonide o con quello di messer Leon, noto tra gli ebrei anche con l'acronimo di Ralbag (RaLBaG, in ebraico רלב"ג‎?, ovvero Rabbî Lewî ben Geršôn) (Bagnols-sur-Cèze, 1288 – Perpignano, 20 aprile 1344), è stato un filosofo, astronomo e matematico francese, teologo e talmudista ebreo della Languedoc, figlio di Gerson ben Solomon Catalan, uno degli ultimi e più importanti Rishonim vissuti nel Medioevo.
Oltre alla sua attività scientifica negli studi matematico-astronomici, Gersonide è stato uno dei protagonisti del pensiero ebraico medievale, operando come esegeta dei testi sacri ebraici e unificatore del sistema filosofico di Maimonide con l'aristotelismo di Averroè.

## Biografia
Come nel caso di altri filosofi medievali ebrei, scarseggiano dati certi sulla vita di ben Gershon. La sua famiglia si era distinta per la pietà e l'abilità esegetica nel Talmud, ma anche se conosciuto nella comunità ebraica per i suoi commentari di alcuni libri del Tanakh, Gersonide non sembra abbia mai assunto alcuna posizione rabbinica. È stato suggerito che l'unicità delle sue opinioni potrebbe aver ostacolato il suo progredire nella carriera di rabbino. Si sa comunque che soggiornò ad Avignone e a Orange, e si ritiene sia morto nel 1344, sebbene il rabbino Abraham Zacuto affermi che morì a Perpignan nel 1370.

## Opere

### Opere filosofiche e religiose
Alcuni suoi scritti sono commentari sulle porzioni di Aristotele allora conosciute, o piuttosto di commentari sui commentari di Averroè. Alcuni di questi sono stampati nelle prime edizioni in latino delle opere di Aristotele. Il trattato più importante di Ralbag, quello per cui ha un posto nella storia della filosofia, si intitola Sefer Milhamot Ha-Shem, ("Libro delle guerre del Signore") e gli ci vollero dodici anni per comporlo (1317-1329). Una parte, contenente un elaborato di astronomia come allora era conosciuta dagli arabi, è stata tradotta in latino nel 1342 su richiesta di Papa Clemente VI.
Le guerre del Signore è modellato sulla struttura della grande opera di filosofia ebraica, la Guida dei perplessi di Mosè Maimonide. Può essere considerata come una critica della presenza, in Maimonide, di alcuni elementi di sincretismo tra aristotelismo e pensiero rabbinico. Il trattato di Ralbag rispetta scrupolosamente il pensiero aristotelico. L'opera Guerre del Signore esamina:
1. La dottrina dell'anima, in cui Gersonide difende la teoria della ragione impersonale come mediazione tra Dio e l'uomo, e spiega la formazione della ragione superiore (o intelletto acquisito, come veniva chiamato) nell'umanità - la sua opinione essendo accuratamente realista e simile a quella di Avicebron;
2. La profezia;
3. e 4. La conoscenza che Dio ha dei fatti e la provvidenza, dove viene proposta la teoria che Dio non conosce fatti individuali. Mentre vi è generale provvidenza per tutti, la speciale provvidenza si estende solo a coloro la cui ragione è stata illuminata;
5. Le sostanze celesti, dove si tratta della strana gerarchia spirituale che i filosofi ebrei del Medioevo avevano accettato dai neoplatonici e da Pseudo-Dionigi l'Areopagita, e dove si dà anche, insieme a dettagli astronomici, gran parte della teoria astrologica; e
6. La Creazione e i miracoli, rispetto ai quali Gersonide si discosta molto dalla posizione di Maimonide.
Gersonide è stato anche l'autore di un commentario sul Pentateuco e di altre opere esegetiche e scientifiche.

#### Opinioni su Dio e onniscienza
Il teologo ebreo Louis Jacobs sostiene che, in contrasto con la teologia affermata da altri pensatori ebrei, Gersonide ritiene che Dio non abbia prescienza completa degli atti umani. "Gersonide, disturbato dalla vecchia questione su come la prescienza di Dio sia compatibile con la libertà umana, sostiene che ciò che Dio sa in anticipo sono tutte le scelte aperte a ogni individuo. Dio non sa, tuttavia, quale scelta l'individuo, nella sua libertà, possa compiere."
Altro ebreo neoclassico sostenitore dell'onniscienza auto-limitata era Abraham ibn Daud. "Mentre i precedenti filosofi ebrei estendevano l'onniscienza di Dio fino a includere i liberi atti dell'uomo, e avevano sostenuto che l'umana libertà di decisione non era influenzata dalla divina prescienza dei suoi risultati, Ibn Daud, evidentemente seguendo Alessandro d'Afrodisia, esclude l'azione umana dalla prescienza divina. Afferma che Dio limitò la sua onniscienza, come ha anche limitato la sua onnipotenza nei confronti degli atti umani".
"L'idea che Dio non ha prescienza di decisioni morali, come è stata avanzata da Ibn Daud e da Gersonide, non è così isolata come indica il rabbino J. David Bleich, e gode del sostegno di due altamente rispettati Acharonim, Rabbi Isaia Horowitz (Sela haKadosh) e Rabbi Chaim ibn Attar (Or haHayim haKadosh). Il primo asserisce il punto di vista che Dio non può sapere quale scelte morali le persone possano fare, ma ciò non compromette la Sua perfezione. Il secondo ritiene che Dio possa conoscere il futuro se lo desiderasse, ma si astiene deliberatamente dall'usare questa abilità al fine di evitare il conflitto con il libero arbitrio."
Rabbi Isaia Horowitz spiega l'apparente paradosso insito in questa posizione citando l'antico interrogativo: "Può Dio creare un masso così pesante da non poterlo sollevare?" Afferma che non possiamo accettare il libero arbitrio come creazione di Dio e contemporaneamente dubitarne la compatibilità logica con la Sua onnipotenza.

#### Opinioni sull'aldilà
Gersonide postula che le anime delle persone sono composte da due parti: un intelletto materiale, o umano, e un intelletto acquisito, o agente. L'intelletto materiale è insito in ogni persona, e dà alle persone la capacità di capire e imparare. Questo intelletto materiale è mortale, e muore con il corpo. Tuttavia, Ralbag afferma che l'anima ha anche un intelletto acquisito. Questo sopravvive alla morte, e può contenere il sapere accumulato che la persona ha acquisito durante la propria vita. Il filosofo Seymour Feldman sottolinea che per Gersonide, "l'uomo è immortale se egli raggiunge la perfezione intellettuale che gli è permessa. Ciò significa che l'uomo diventa immortale solo e se acquisisce la conoscenza di ciò che può conoscere in linea di principio, ad esempio la matematica e le scienze naturali. Questa conoscenza sopravvive alla sua morte corporale e costituisce la sua immortalità."

### Opere di matematica e astronomia/astrologia
Gersonide ha scritto Maaseh Hoshev nel 1321, occupandosi di operazioni aritmetiche tra cui l'estrazione della radice quadrata e di quella cubica, le diverse identità algebriche, determinate somme ivi comprese le somme di interi consecutivi, quadrati e cubi, coefficienti binomiali e semplici identità combinatorie. Il lavoro è notevole per l'uso anticipato delle dimostrazioni per induzione matematica, e il lavoro pionieristico in calcolo combinatorio. Il titolo Maaseh Hoshev significa letteralmente un'"Opera di calcolo", ma è anche un gioco di parole su una frase biblica che significa "lavoro intelligente". Maaseh Hoshev viene talvolta erroneamente indicato come Sefer Hamispar ("Il libro dei numeri"), che è un lavoro precedente e meno sofisticato, scritto da Rabbi Meir ben Abraham Ibn Ezra (1090-1167). Nel 1342, Gersonide scrisse Su seni, corde e archi, che esamina la trigonometria, dimostrando in particolare il Teorema dei seni per i triangoli piani e presentando tavole trigonometriche di cinque cifre.
Un anno più tardi, su richiesta del vescovo di Meaux, Ralbag scrisse l'Armonia dei numeri, in cui considera un problema di Philippe de Vitry che trattava dei cosiddetti numeri armonici, che hanno la forma 2m 3n. Il problema era quello di caratterizzare tutte le coppie di numeri armonici che differiscono di 1. Gersonide ha dimostrato che ci sono solo quattro coppie di questo tipo: (1,2), (2,3), (3,4) e (8,9).

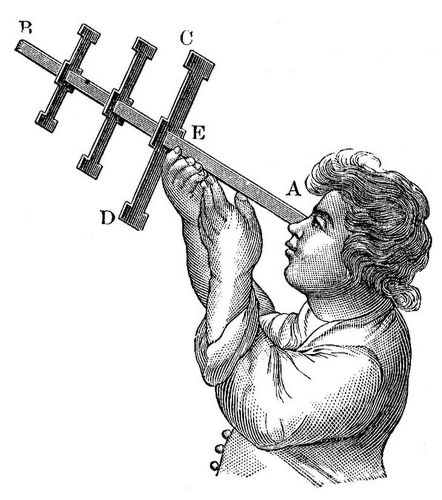
Il Bastone di Giacobbe, strumento di misura a forma di croce usato nel Medioevo per misurazioni nautiche ed astronomiche, fu inventato da Gersonide.

Ralbag è riconosciuto come inventore del Bastone di Giacobbe, uno strumento per misurare la distanza angolare tra i corpi celesti. È descritto come composto da 
Gersonide osservò un'eclissi solare il 3 marzo 1337. Dopo averla osservata, propose una nuova teoria del Sole che poi verificò con ulteriori osservazioni. Un'altra eclisse osservata da Ralbag è stata l'eclisse di Luna del 3 ottobre 1335. In base a questa, descrisse un modello geometrico per il movimento della Luna e fece altre osservazioni astronomiche della Luna, Sole e pianeti utilizzando una camera oscura.
Alcune delle sue convinzioni erano alquanto lontane dalla verità, come la sua convinzione che la Via Lattea fosse sulla sfera delle stelle fisse e splendesse di luce riflessa del Sole. Gersonide è stato comunque il primo matematico noto per aver utilizzato la tecnica di induzione matematica in modo sistematico e cosciente, ed ha anticipato la teoria dell'errore di Galileo.
Il cratere lunare Rabbi Levi è intitolato a suo nome.
Gersonide riteneva che l'astrologia fosse reale, e ha quindi sviluppato una spiegazione naturalistica, non-soprannaturale, di come possa funzionare. Il filosofo ebreo Julius Guttman ha spiegato che per Gersonide l'astrologia era:

## Stima delle distanze stellari e confutazione del modello tolemaico
Gersonide è l'unico astronomo prima dei tempi moderni ad aver valutato correttamente le distanze stellari. Mentre tutti gli altri astronomi ponevano le stelle su una sfera rotante appena oltre i pianeti esterni, Gersonide usando come unità di misura il raggio terrestre, stimò la distanza delle stelle come dieci miliardi di volte maggiore, nell'ordine di 100.000 anni luce (in unità moderne).
Utilizzando dati raccolti dalle sue personali osservazioni, Gersonide ha confutato il modello di Tolomeo in quella che il noto fisico Yuval Ne'eman ha considerato come "una delle intuizioni più importanti nella storia della scienza, di solito dimenticata nel raccontare la storia della transizione dalle correzioni epicicloidali al modello geocentrico fino al modello eliocentrico copernicano". Ne'eman sostiene che dopo che Gersonide esaminò il modello di Tolomeo con i suoi epicicli, si rese conto che poteva essere verificato misurando i cambiamenti nella luminosità apparente di Marte e ricercando i cambiamenti ciclici lungo gli epicicli congetturati. Questo quindi cessò di essere un dogma, diventando invece una teoria da verificare sperimentalmente, "à la Popper".
I risultati delle sue osservazioni non si adattavano per niente al modello di Tolomeo. Gersonide concluse che il modello non era buono. Provò (senza successo) a migliorarlo. Questo problema fu finalmente risolto da Copernico tre secoli più tardi, ma Gersonide è stato il primo e unico a falsificare il dogma alessandrino - il primo esempio di falsificazione che si conosca nella filosofia moderna. Ralbag ha anche mostrato che il modello di Tolomeo per l'orbita lunare, sebbene riproduca correttamente l'evoluzione della posizione lunare, fallisce completamente nel predire le dimensioni apparenti della Luna nel suo moto. Purtroppo, non vi è alcuna prova che tali risultati abbiano avuto un impatto sulle generazioni successive di astronomi, nonostante gli scritti di Gersonide fossero stati tradotti e disponibili.

## Opere talmudiche
- Shaarei Tsedek (pubblicato a Livorno, 1800): commentario delle 13 regole halakhiche della Tanna, R'Yishmael;
- Mechokek Safun, interpretazione di materiale aggadico nel V capitolo del Trattato Bava Basra;
- Commentario del Trattato Berachos;
- Due responsa.

Solo la prima opera esiste ancora.

## Nella narrativa moderna
Gersonide è un importante personaggio nel romanzo Il sogno di Scipione di Iain Pears, dove è rappresentato come il mentore di Olivier de Noyen, un poeta e intellettuale non-ebreo. Un incontro (fittizio) tra Gersonide e Papa Clemente VI ad Avignone durante la Peste Nera è uno degli episodi principali della storia narrata nel romanzo.